# Wee Willie Harris
Wee Willie Harris pseudonimo di Charles William Harris (Bermondsey, 25 marzo 1933 – 27 aprile 2023) è stato un cantante, musicista e pianista britannico.
Conosciuto fin dagli anni Cinquanta per essere stato uno dei primi musicisti di rock and roll britannico e per l'energia dei suoi concerti e delle sue apparizioni televisive che gli valsero il soprannome de "L'inglese selvaggio del Rock'n Roll" (Britain's wild man of rock 'n' roll) con riferimento a Jerri Lee Lewis antecedentemente e similmente soprannominato "Il primo grande selvaggio del Rock 'n Roll" (rock & roll's first great wild man).

## Biografia
Cominciò la sua attività di musicista dopo aver lasciato il suo lavoro presso la pasticceria Peek Freans bakery di Londra, esibendosi al The 2i's Coffee Bar a Soho, Londra, dove era il pianista residente, suonando con Tommy Steele, Adam Faith, Screaming Lord Sutch e altri. Divenne famoso anche per la bassa statura (158 cm). Nel novembre 1957 venne notato dal produttore TV, Jack Good, e ingaggiato per il programma della to BBC  Six-Five Special. Le sue anticonvenzionali e ribelli apparizioni, simili alle performance di Jerry Lee Lewis attirarono, da parte del perbenismo britannico, le accuse su di lui e sulla BBC di promuovere il "degrado giovanile. Il suo singolo di debutto, Rockin' At the 2 I's, pubblicato dalla Decca nel dicembre 1957, seguito da numerosi altri non raggiunse però posizioni di vertice nella UK Singles Chart.
Continuò ad essere famoso per le sue esibizioni frenetiche, condite da una buona dose anche di ironia e humor, per il look anticonformista da teddy boy con l'uso di giacche enormi che gli davano l'aspetto di un goffo appendiabiti, pantaloni strettissimi e un enorme papillon a pois, e per i capelli multicolori (spesso verdi, arancione e rosa); non era raro vederlo esibirsi vestito con una pelle leopardata, dal sicuro effetto comico dato il fisico esile e minuto. Un critico scrisse che sembrava una girandola sul punto di esplodere, emettendo grugniti, strilli e versi che suonavano come gravi crisi di singhiozzo. Paul McCartney e John Lennon raccontano di essere stati suoi fan e di avergli chiesto un autografo al termine di un concerto a Liverpool nel 1958.
Nel 1960 partecipò a una tournée con Conway Twitty, Freddy Cannon and Johnny Preston. Per il resto degli anni Sessanta continuò la sua produzione discografica per la HMV, Polydor and Parlophone, e si esibì oltre che in UK anche in giro per il mondo, soprattutto in Israele, Spagna e Italia dove raggiunse una buona notorietà grazie alla partecipazione ad alcuni "Musicarelli" (Il mondo di notte, Totòtruffa 62). La sua fama andò però scemando, costringendolo ad esibirsi sulle navi da crociera.
Ebbe un momento di nostalgico ritorno di popolarità alla fine degli anni Settanta, grazie alla canzone di Ian Dury "Reasons to be Cheerful" del 1979, dove veniva menzionato e che raggiunse le prime posizioni nelle vendite in Inghilterra. Più tardi, nel 2000 Harris registrò un album dedicato con riconoscenza a Dury, Twenty Reasons To Be Cheerful. Alcune delle sue prime incisioni vennero pubblicate su CD nel 1999. Compare nel video di Hale & Pace "The Stonk", e si mostra in alcune apparizioni benefiche per la Comic Relief. Nel 2003 ha pubblicato l'album, Rag Moppin', accompagnato dalla big band degli "Alabama Slammers".
Nel 2005, Harris è stato l'ospite misterioso del programma Never Mind the Buzzcocks, dove però fu facilmente riconosciuto. Nel 2011 fu intervistato per il documentario BBC "Reel History of Britain" dove racconta della nascità del Rock 'n Roll nel Regno Unito. In Italia è stato ospite nel marzo del 2012 del festival Jamboree.

## Discografia

### Album in studio
- 1962 - I Go Ape (Arton)
- 1999 - Beryl's Blues (con Chas McDevitt e Diz Disley) (Square Peg Records)
- 2001 - Rag Moppin' (con The Alabama Slammers) (Pollytone)

### Raccolte
- 1986 - Wee Willie Harries Goes Ape (Ace)
- 2000 - 20 Reasons to Be Cheerful (Fury)
- 2018 - I Go Ape! (Rollercoaster)

### EP
- 1958 - Rockin' With Wee Willie (Decca)
- 1958 - Rockin' at the 2 I's (Decca)
- 1962 - I Go Ape (Arton)
- 2020 - The Legendary "Wee Willie Harris & The Wild Angels" (Ridgemount)

### Singoli
- 1957 - Rockin' At The 2 I's / Back To School Again (Decca)
- 1958 - Love Bug Crawl / Rosie Lee (Decca)
- 1958 - Got A Match / No Chemise, Please ! (Decca)
- 1960 - Wild One / Little Bitty Girl (Decca)
- 1963 - You Must Be Joking / Better To Have Loved (HMV)
- 1966 - Listen to the River Roll Along / Try Moving Baby (Polydor)
- 1966 - Someone's in the Kitchen With Diana / Walk With Peter And Paul (Parlophone)
- 1974 - Together / Rock 'n' Roll Jamboree (Decca)